# Trixie Whitley
Pour les articles homonymes, voir Whitley.
Trixie Whitley, parfois simplement appelée Trixie, est une chanteuse de nationalité belge, née le 24 juin 1987 à Gand.
Elle est la fille du chanteur et guitariste Chris Whitley.

## Biographie

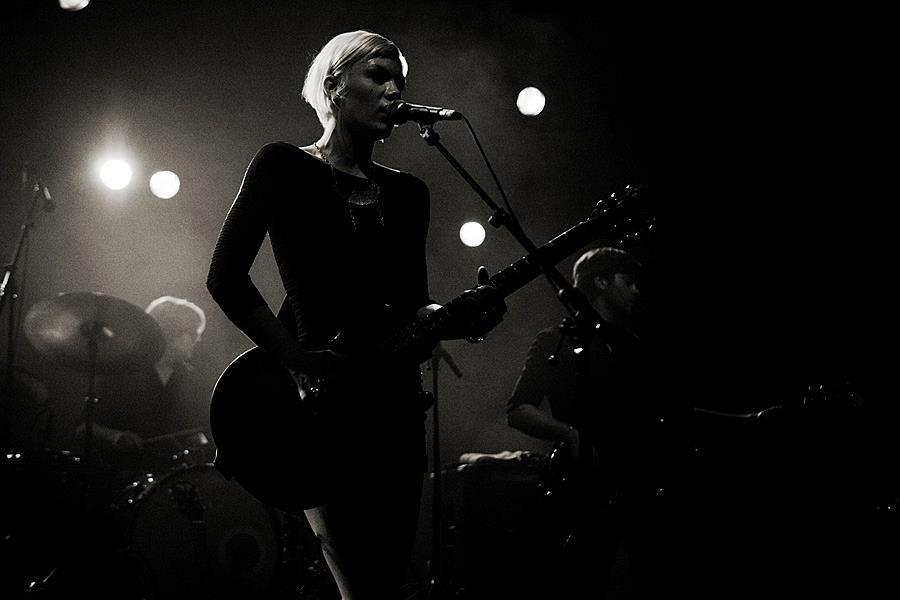
Trixie Whitley en 2012

Élevée par sa mère en Belgique, Trixie Whitley rejoint la compagnie de danse contemporaine belge du chorégraphe Sidi Larbi Cherkaoui avec qui elle parcourt l'Europe. Durant son adolescence, elle rejoint son père aux États-Unis pour se consacrer à la musique.
En 2005, après le décès de son père, elle continue à écrire et à enregistrer son propre matériel. Elle enregistre son premier EP, Strong Blood, au printemps 2008, avec Meshell Ndegeocello et Dougie Bowne. Cet été-là, elle est invitée à présenter deux spectacles au Festival international de jazz de Montréal. Elle continue à collaborer avec des musiciens et des producteurs comme Marc Ribot, Robert Plant, Stephen Barber, Marianne Faithfull, Joe Henry, Craig Street et Malcolm Burn, entre autres. 
Fin 2008, le producteur Daniel Lanois contacte Trixie et l'invite au Berklee College of Music, où il est alors en résidence. Leur collaboration sur la chanson de Trixie intitulée Rather Go Blind - avec le batteur Brian Blade - est filmée et provoque un engouement dans les milieux musicaux. Bientôt, avec l'ajout du bassiste Daryl Johnson, le projet Black Dub de Daniel Lanois est né.
En 2010 et 2011, alors qu'elle tourne à travers le monde avec Black Dub, elle se voit offrir deux rôles principaux pour des longs métrages indépendants qu'elle refuse en raison du calendrier des tournées. Pendant les sessions d'enregistrement de Black Dub, elle enregistre également son deuxième EP, The Engine, mettant en vedette sa propre musique, et elle commence à se préparer à enregistrer ses débuts en tant que leader. À la fin de 2011, elle sort Live au Rockwood Music Hall, un EP de cinq chansons de son solo enregistré à Rockwood à New York.
Au début de 2012, elle retourne au studio pour terminer son premier album, Fourth Corner, avec le producteur Thomas Bartlett, l'ingénieur Pat Dillett et des arrangements de cordes de Rob Moose. En prévision de l'album, l'été 2012 voit Trixie prendre la parole[pas clair] lors de festivals comme Bonnaroo, SXSW, et Celebrate Brooklyn.
En novembre et décembre 2012, elle entame sa première tournée solo aux États-Unis et l'année 2013 est marquée par des tournées européennes et américaines. Son premier album, Fourth Corner, est acclamé par la critique ; il sort aux États-Unis le 29 janvier 2013, en Europe le 11 février 2013 et au Royaume-Uni le 5 mars 2013.

## Discographie
- 2008 : Strong Blood, EP
- 2009 : The Engine, EP
- 2011 : Live at Rockwood Music Hall, EP
- 2013 : Fourth Corner
- 2016 : Porta Bohemica
- 2019 : Lacuna

Avec Black Dub
- 2010 : Black Dub (2010)

Avec Chris Whitley
- 1997 : Terra Incognita
- 2001 : Rocket House
- 2003 : Pigs Will Fly, bande originale de film
- 2005 : Soft Dangerous Shores